# Coyhaique (provincie)
Coyhaique is een provincie van Chili in de regio Aysén del General Carlos Ibáñez del Campo. De provincie telde 58.670 inwoners in 2017 en heeft een oppervlakte van 12.943 km². Hoofdstad is Coyhaique.

## Gemeenten
Coyhaique is verdeeld in twee gemeenten:
- Coyhaique
- Lago Verde